# Lissothrips muscorum
Lissothrips muscorum är en insektsart som beskrevs av Ian A. Hood 1908. Lissothrips muscorum ingår i släktet Lissothrips och familjen rörtripsar. Inga underarter finns listade i Catalogue of Life.